# Pedro Weingärtner

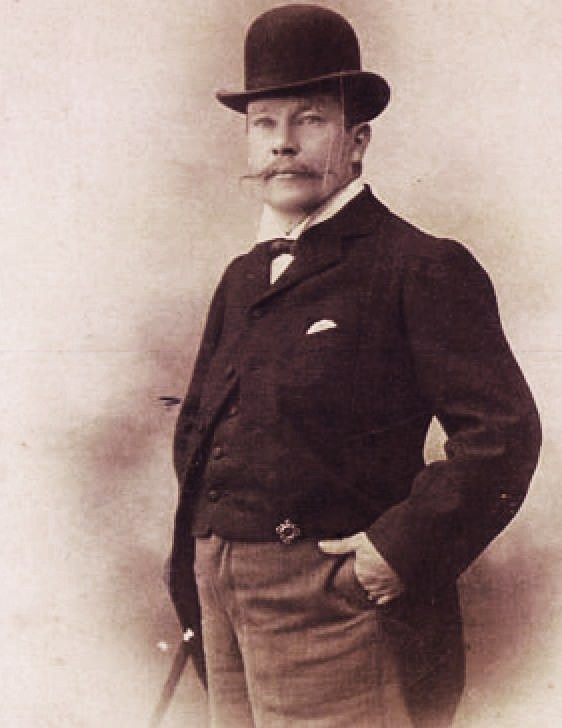
Pedro Weingärtner (circa 1890)

Pedro Weingärtner (Porto Alegre, 26 juli 1853 - aldaar, 26 december 1929) was een Braziliaans kunstschilder. Hij werkte in een academische stijl, met invloeden vanuit diverse stromingen als de romantiek, het neoclassicisme en het impressionisme.

## Leven en werk
Weingärtner werd geboren als zoon van Duitse emigranten en begon zijn loopbaan als leerjongen bij zijn broer Inácio, die lithograaf was. In 1878 reisde hij af naar Duitsland en ging daar studeren aan de kunsthogeschool te Karlsruhe, onder andere bij Ferdinand Keller, die hij korte tijd later naar Berlijn volgde.

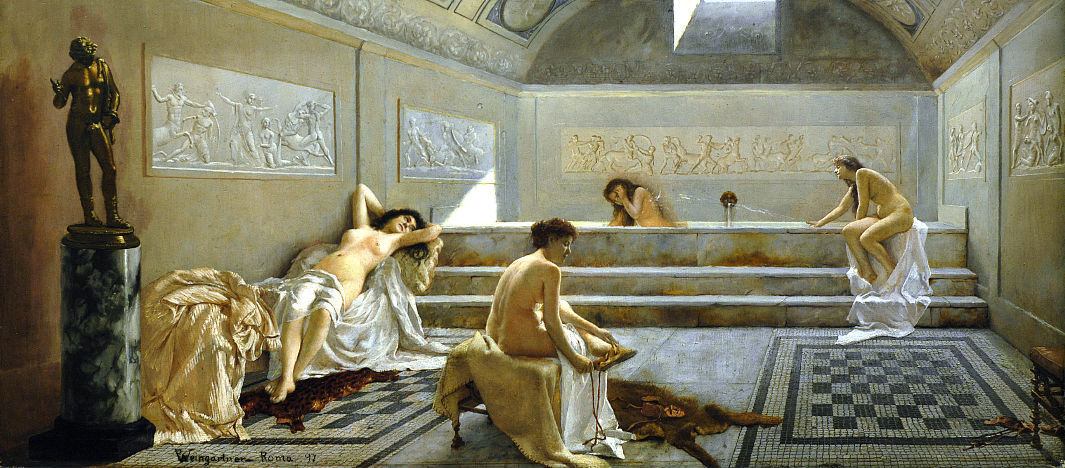
Vrouwen uit Pompeï in het badhuis, 1897.

In 1884 trok Weingärtner naar Parijs en schreef zich in aan de Académie Julian, waar hij in de leer kwam bij Tony Robert-Fleury en William-Adolphe Bouguereau. In de Parijse kunstwereld werd hij bijzonder gewaardeerd, hij exposeerde in de Parijse salon, maar dat nam niet weg dat hij financieel in een moeilijk parket kwam te zitten. Een beurs van keizer Peter II van Brazilië bracht echter uitkomst en stelde hem in staat zijn studies te vervolgen in Rome. De rest van zijn leven zou hij voortdurend op en neer blijven pendelen tussen Rome, Rio de Janeiro en Porto Allegre.
Weingärtner werkte in een academische stijl, met additionele invloeden vanuit uiteenlopende stromingen als de romantiek, het neoclassicisme en het impressionisme, welke zijn werk een enigszins modernistische uitstraling verleende. Kenmerkend voor zijn werk is een bijzondere levendigheid, vaak gecombineerd met een zekere contemplatieve rust in de figuren. Hij koos voor heel uiteenlopende thema's, waaronder genrewerken, portretten, mythologische onderwerpen, historische taferelen en naakten. Ook had hij veel aandacht voor de inheemse bevolking van Brazilië.
In 1900 nam Weingärtner deel aan de Parijse wereldtentoonstelling. Hij overleed in 1929, 76 jaar oud, net op een moment dat zijn populariteit tanende was. Tegenwoordig wordt hij gezien als een van de belangrijkste Braziliaanse kunstschilders van zijn generatie. Zijn werk is te zien in alle belangrijke Braziliaanse musea, waaronder het Museu Nacional de Belas Artes in Rio de Janeiro en de Pinacoteca do Estado de São Paulo.

## Galerij

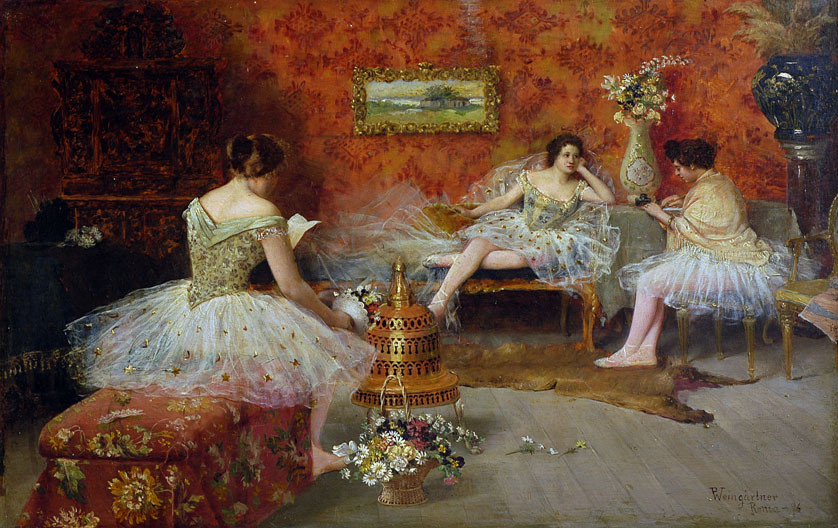
Ballerina's
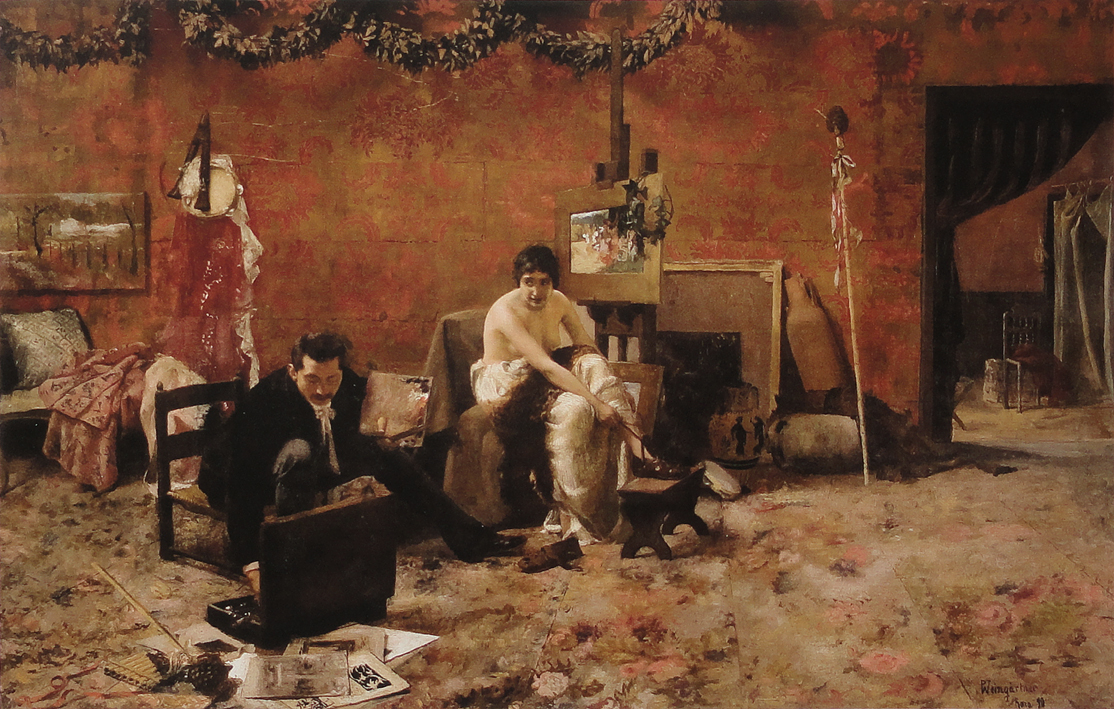
Het atelier van Weingärtner in Rome
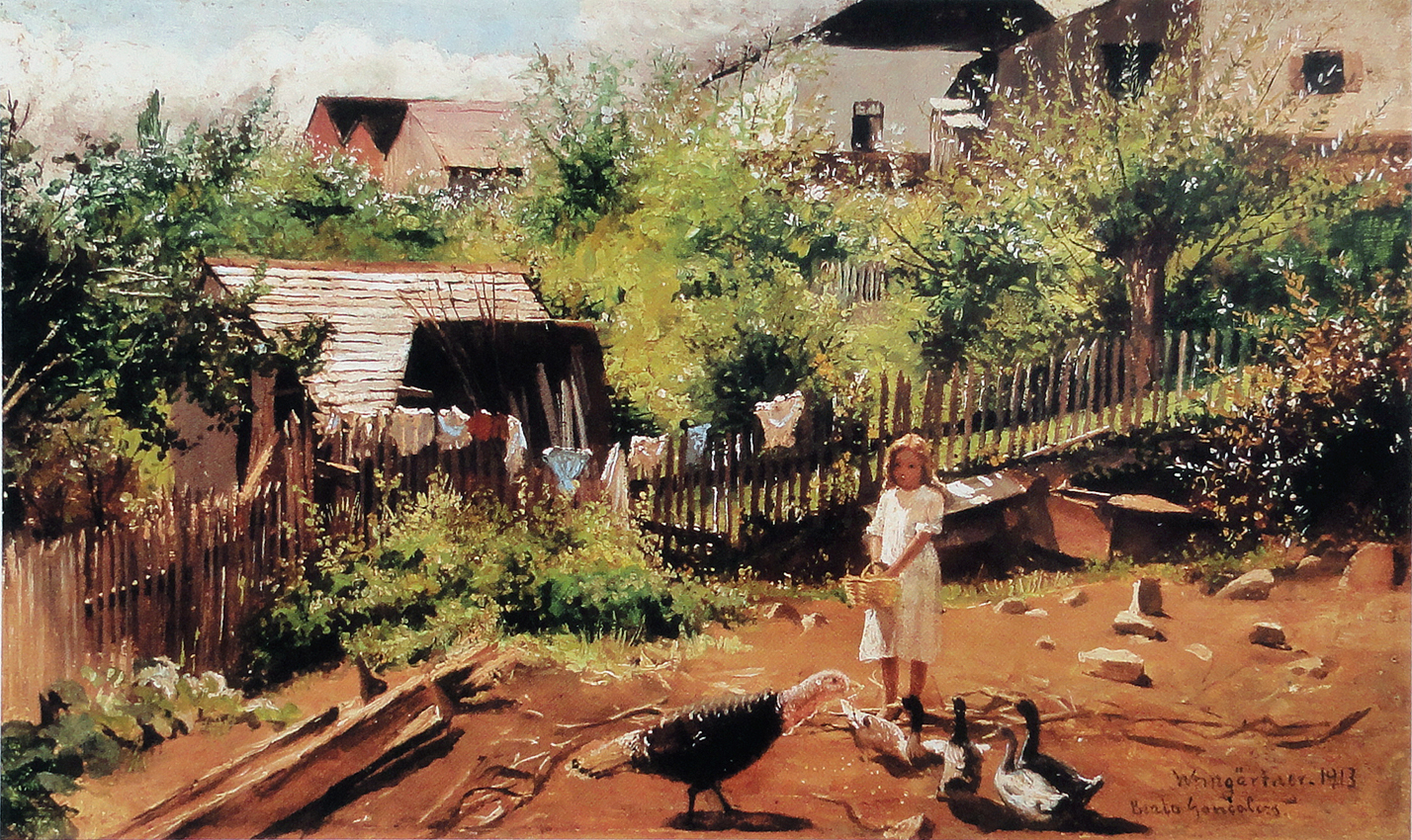
Meisje in de achtertuin
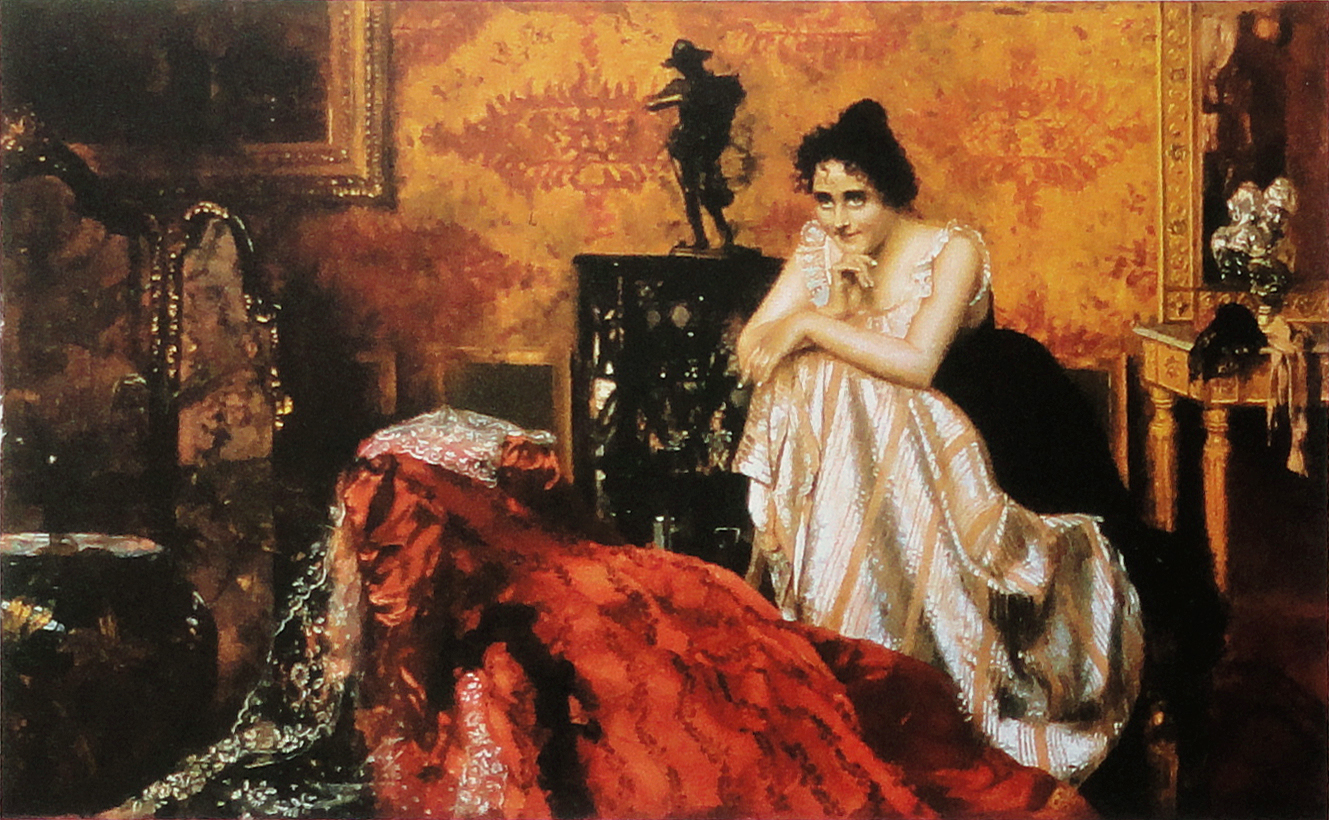
Interieur met vrouw
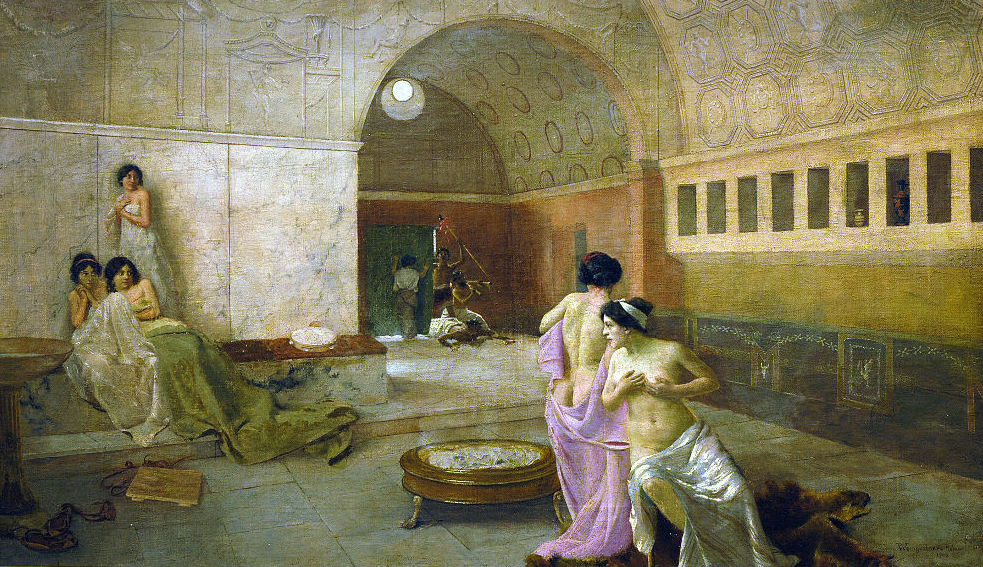
No Caldarium
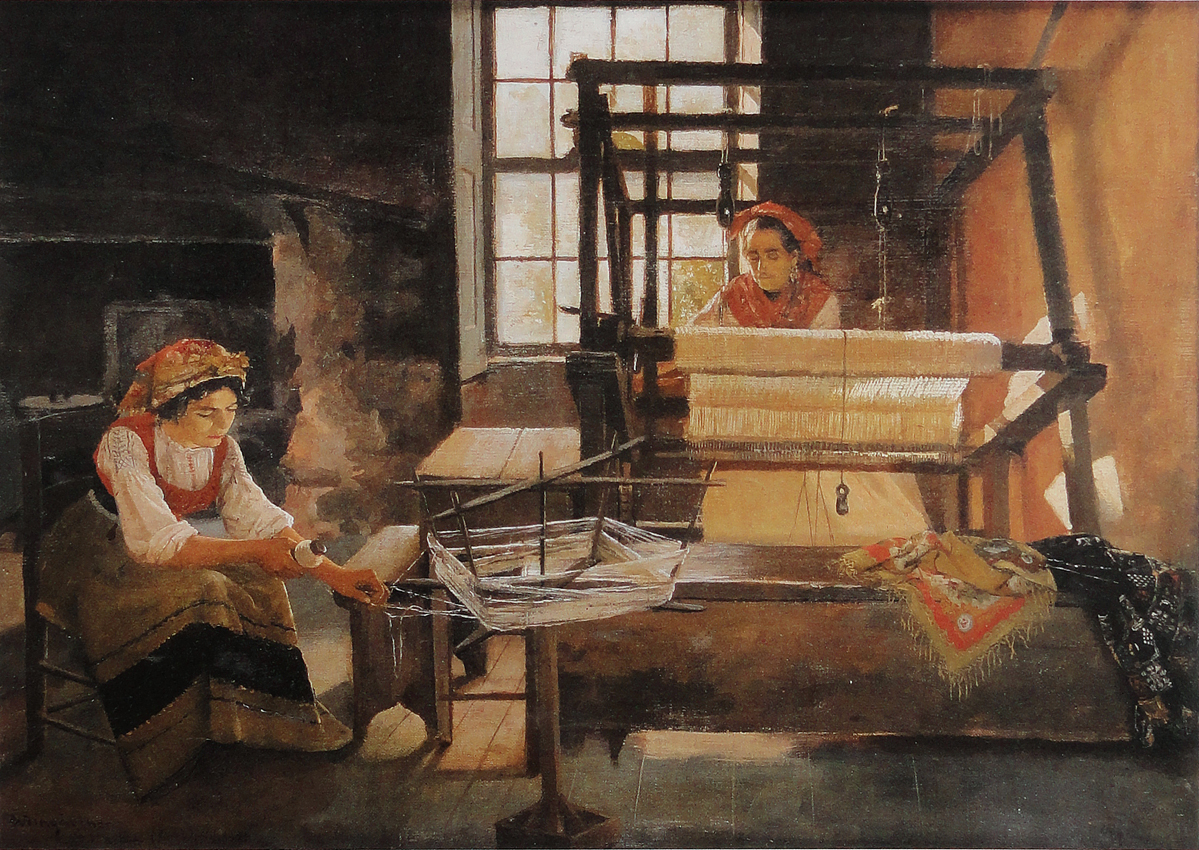
Weefsters
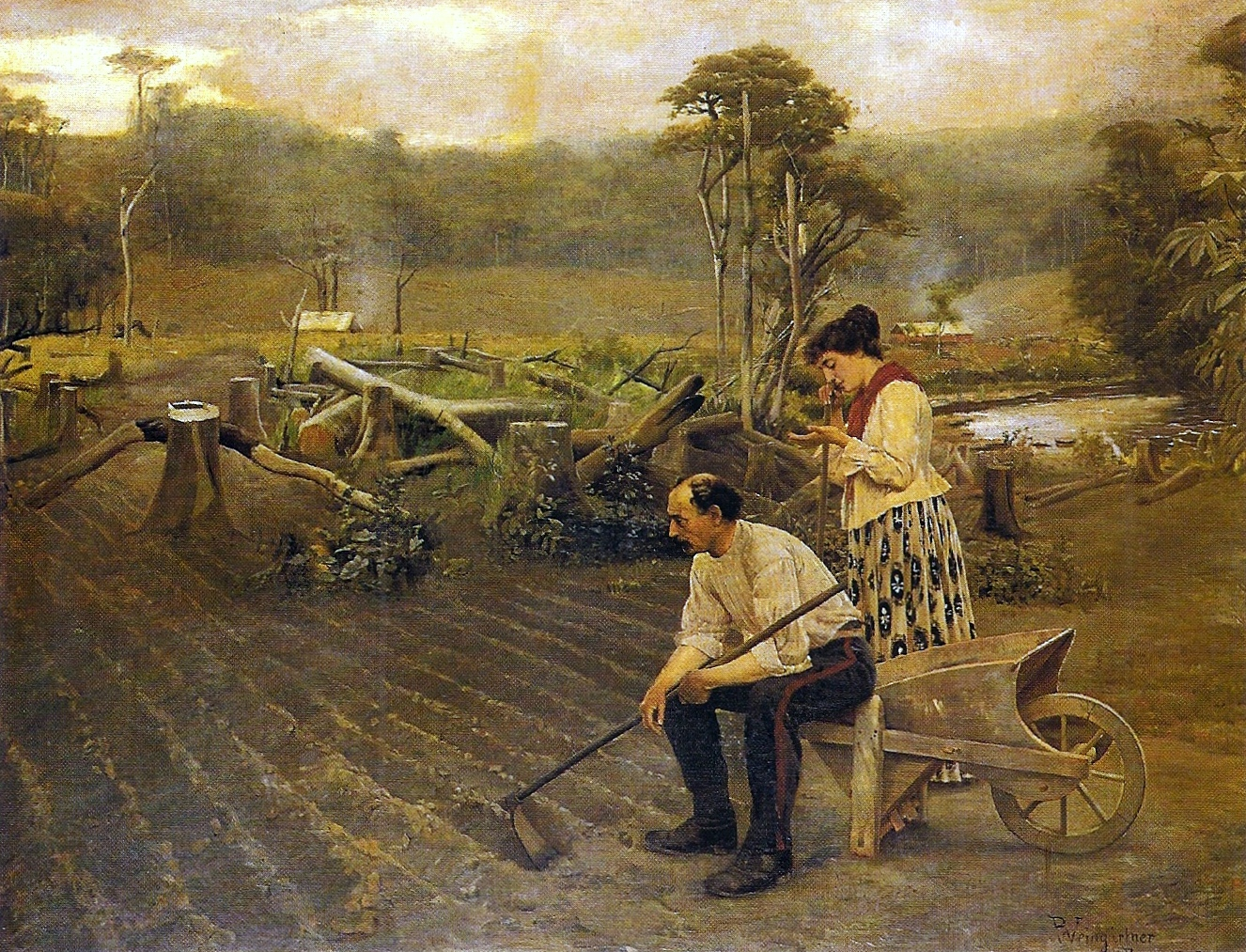
Veranderende tijden
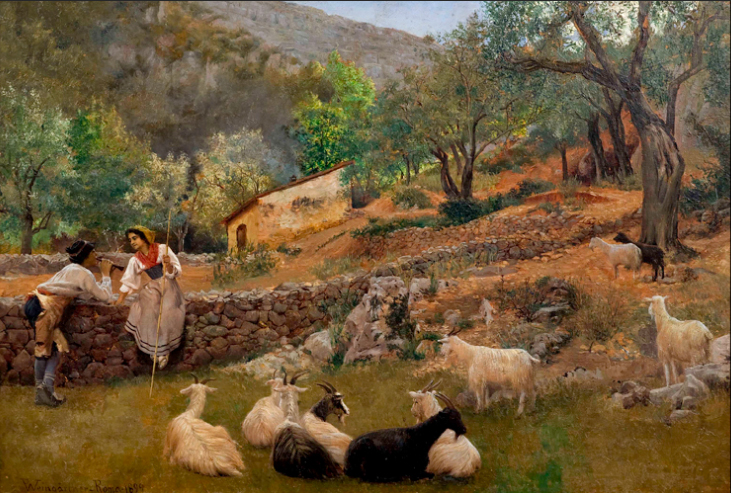
Plattelandsscène
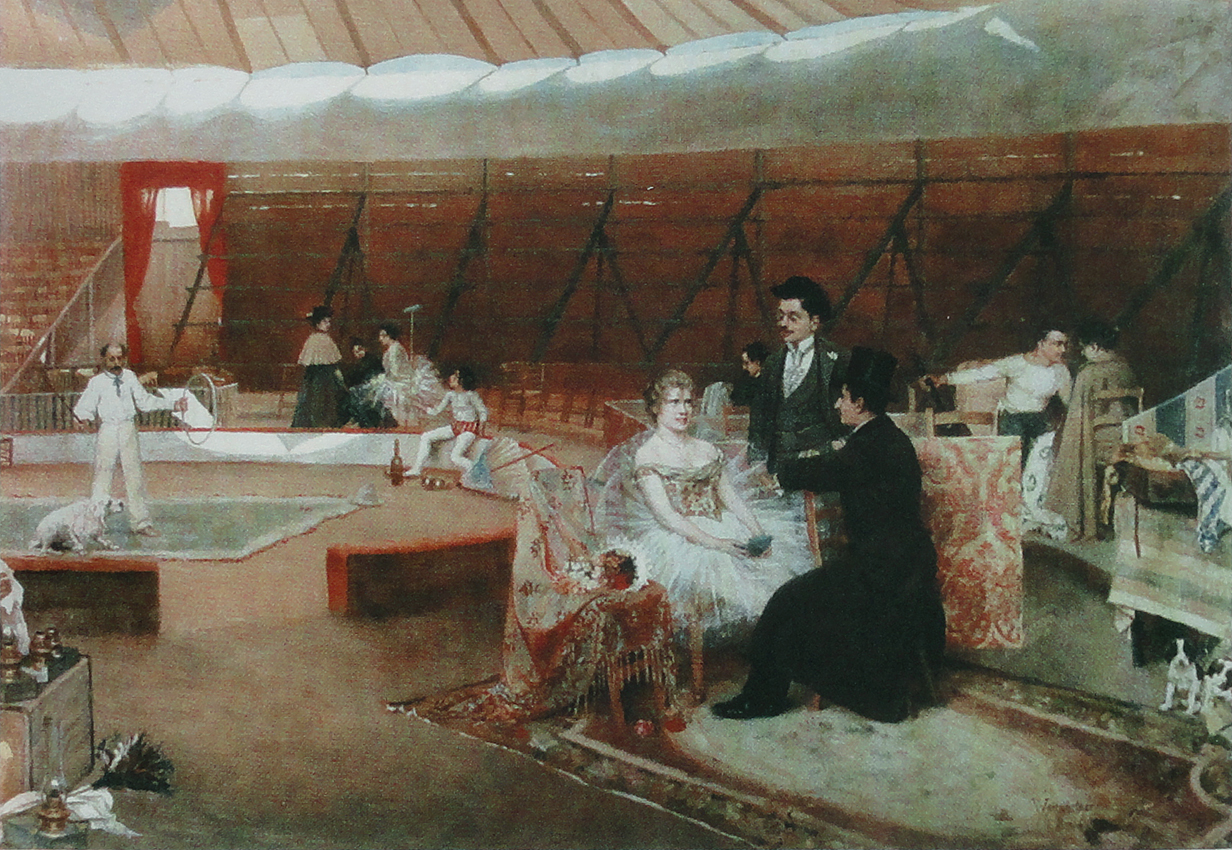
Een nieuwe ster
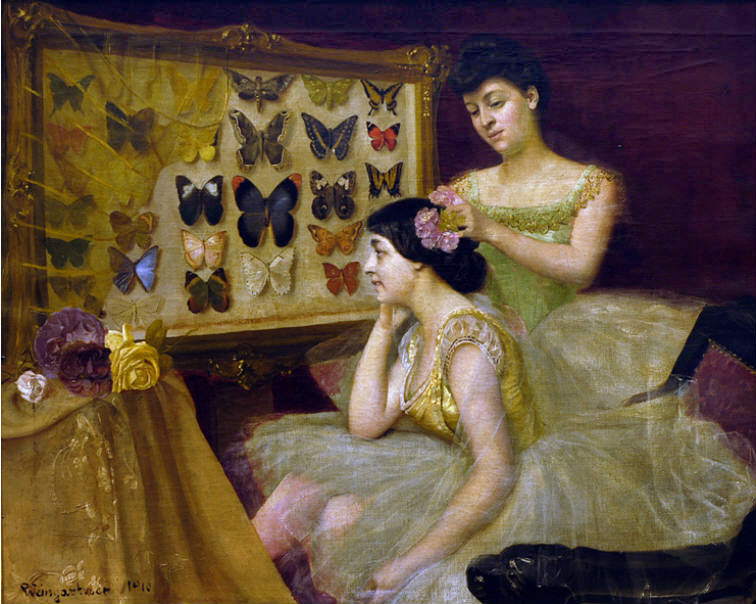
Vlinders